# خطوط جنوب الصين الجوية

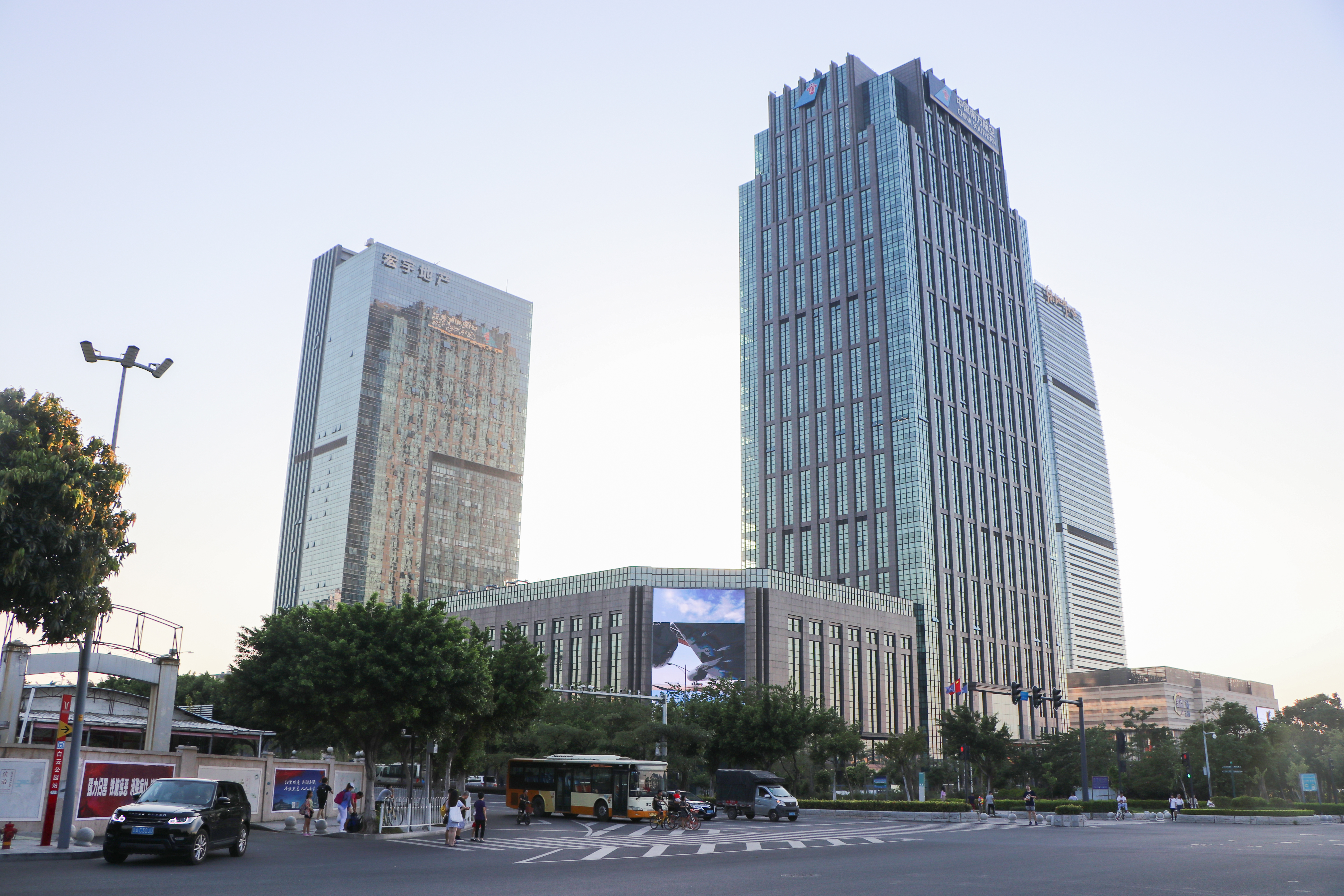
المقر الرئيسي للشركة

خطوط جنوب الصين الجوية هي شركة طيران مقرها في منطقة باييون، قوانغتشو، قوانغدونغ، جمهورية الصين الشعبية وتعتبر الناقل الوطني لجنوب الصين. تسير رحلات للوجهات المحلية والإقليمية والدولية. مراكز عملياتها الرئيسية في مطار قوانغتشو باييون الدولي ومطار بكين العاصمة الدولي. بدأت شركة طيران جنوب الصين عملياتها في 1989. وفي عام 1996 بدأت الشركة في تسيير رحلات المسافات طويلة عبر القارات لوجهات بين بكين وقوانغتشو وأمستردام. وفي مارس 1997 وعبر المحيط الهادئ بين قوانغتشو ولوس أنجلوس. في يونيو 1997 حقق طرح أولي لأسهم شركة خطوط جنوب الصين في بورصة نيويورك وهونغ كونغ أكثر من 700 مليون دولار. وفي يوليو 2000 تم تشغيل الرحلات الجوية إلى سيدني وملبورن.

## الوجهات
تخدم خطوط جنوب الصين الجوية خدماتها إلى 193 وجهة في 35 دولة حول العالم. تحتفظ بحضور قوي في السوق المحلية من خلال مراكزها الرئيسية في مطار بكين داشينغ الدولي ومطار قوانغتشو باييون الدولي مع مراكز ثانوية في مطار شنغهاي بودنغ الدولي ومطار تشونغتشينغ جيانغبى الدولي ومطار أورومتشي الدولي.
تقدم خطوط جنوب الصين الجوية 485 رحلة يوميًا من مركزها الرئيسي في مدينة قوانغتشو و221 رحلة من مركزها الرئيسي في بكين. تقدم شركة الطيران خدماتها إلى 65 وجهة دولية. تربط معظم الرحلات الدولية قوانغتشو بمدن العالم. هناك أيضًا الكثير من الرحلات الجوية الدولية التي تشغلها من بكين وشنغهاي وأورومتشي (خاصة إلى آسيا الوسطى والشرق الأوسط) وداليان (إلى اليابان وكوريا الجنوبية وروسيا). طورت شركة طيران جنوب الصين شبكة واسعة إلى جنوب شرق آسيا وأصبحت أيضًا شركة الطيران الصينية ذات الوجود الأكبر في أستراليا. تفكر جنوب الصين أيضًا في التوسع في أسواق أمريكا الجنوبية، بالإضافة إلى التوسع في السوق الأفريقية.

### تحالف
وقعت شركة طيران جنوب الصين مذكرة تفاهم مع تحالف سكاي تيم في 28 أغسطس 2004. وأصبحت العضو الحادي عشر في سكاي تيم في 15 نوفمبر 2007، لتصبح أول شركة طيران من البر الرئيسي الصيني تنضم إلى أي تحالف طيران عالمي، مما وسع تواجد التحالف في البر الرئيسي للصين .
أصدرت شركة طيران جنوب الصين في 24 ديسمبر 2018 بيانًا رسميًا قالت فيه إنها ستوقف عضويتها في سكاي تيم في 1 يناير 2019 وستنهي أيضًا شراكتها مع خطوط شرق الصين الجوية وخطوط دلتا الجوية.

### اتفاقيات الرمز المشترك
لدى خطوط جنوب الصين الجوية اتفاقية الرمز المشترك مع الشركات التالية:
- إيروفلوت[13][14]
- الخطوط الجوية الأرجنتينية
- طيران كندا (selected routes only)
- الخطوط الجوية الفرنسية (Joint Venture Partner)[15]
- الخطوط الجوية الأمريكية
- خطوط آسيانا الجوية
- الخطوط الجوية البريطانية[16]
- الخطوط الجوية الصينية
- طيران الصين اكسبرس
- الخطوط الجوية التشيكية
- طيران الإمارات[17]
- الاتحاد للطيران
- فين إير[18]
- أيبيريا (شركة طيران)
- غارودا إندونيسيا
- الخطوط الجوية اليابانية
- الخطوط الجوية الكينية
- الخطوط الجوية الملكية الهولندية (Joint Venture Partner)[15]
- كوريا للطيران
- مجموعة خطوط لاتام الجوية
- لوفتهانزا
- خطوط ماندارين الجوية
- الخطوط الجوية الدولية الباكستانية
- كانتاس
- الخطوط الجوية القطرية
- الخطوط السعودية[19]
- خطوط سيتشوان الجوية
- الخطوط الجوية الفيتنامية
- ويست جت إيرلاينز  [لغات أخرى]‏
- خطوط زيامن الجوية

## الأسطول

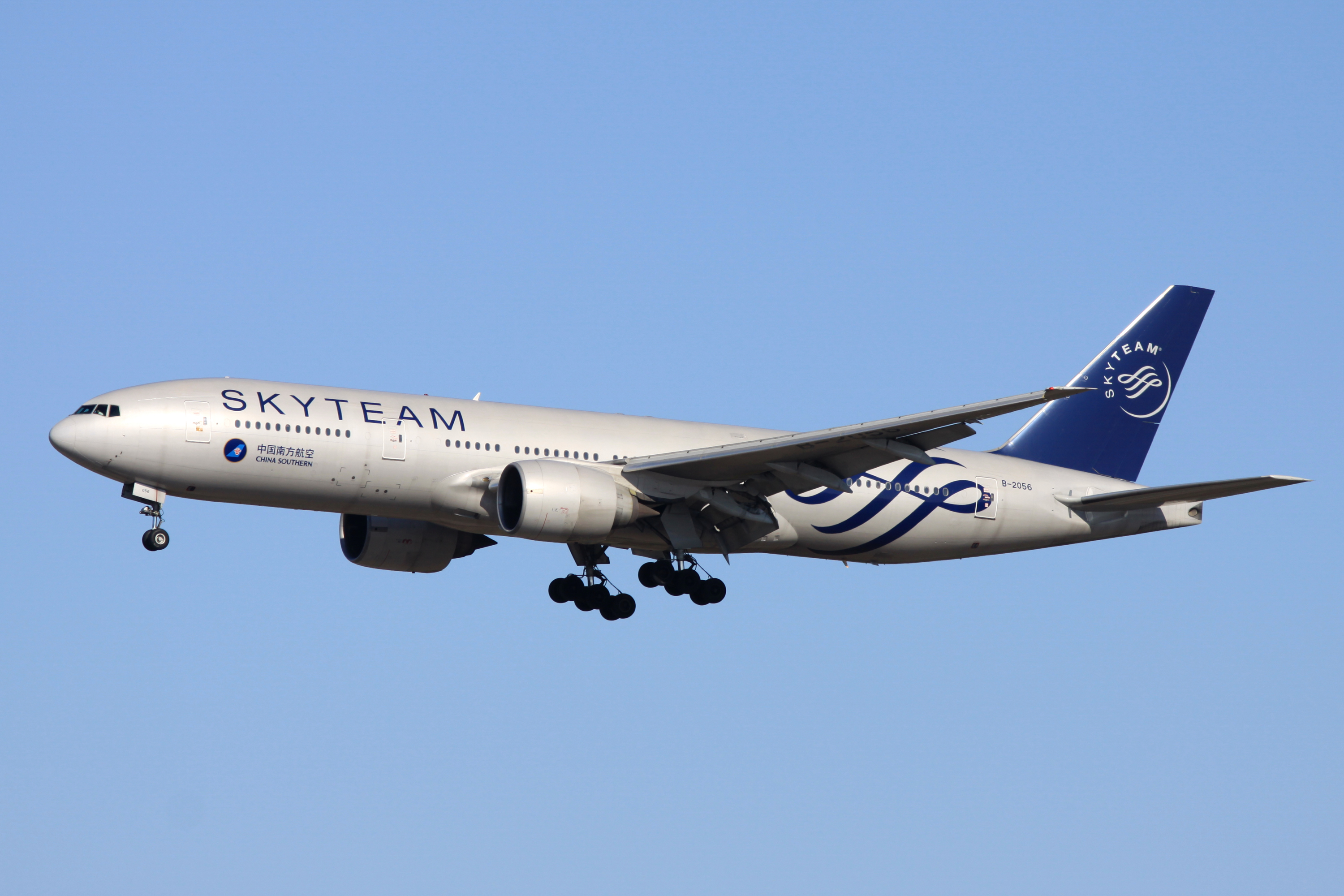
طائرة بوينغ 777 بطلاء سكاي تيم

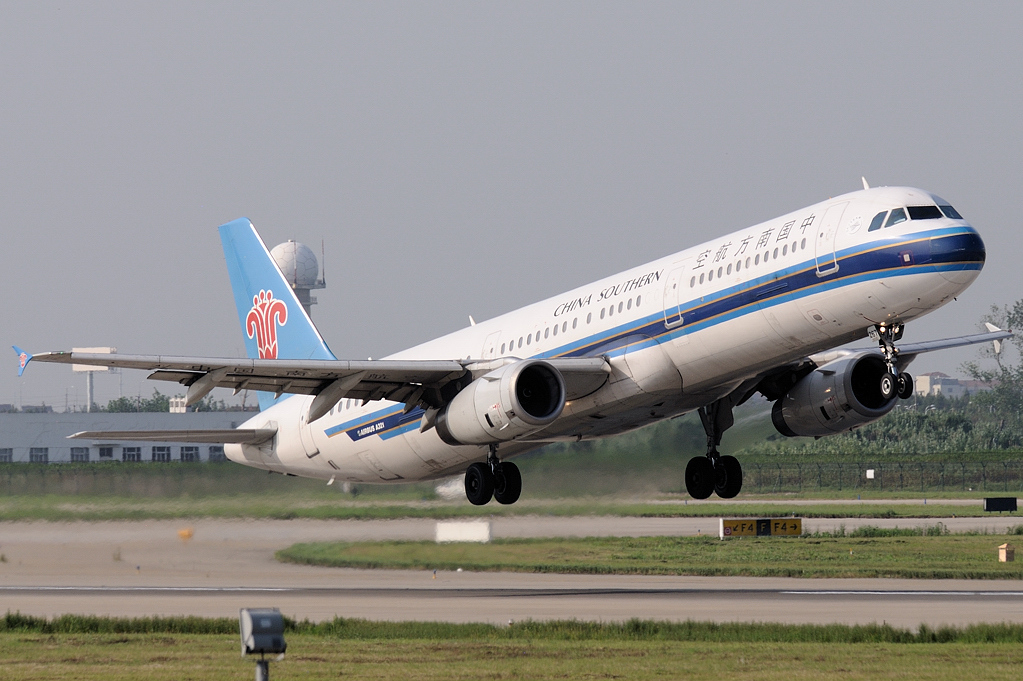
طائرة إيرباص إيه 321 تابعة لخطوط جنوب الصين

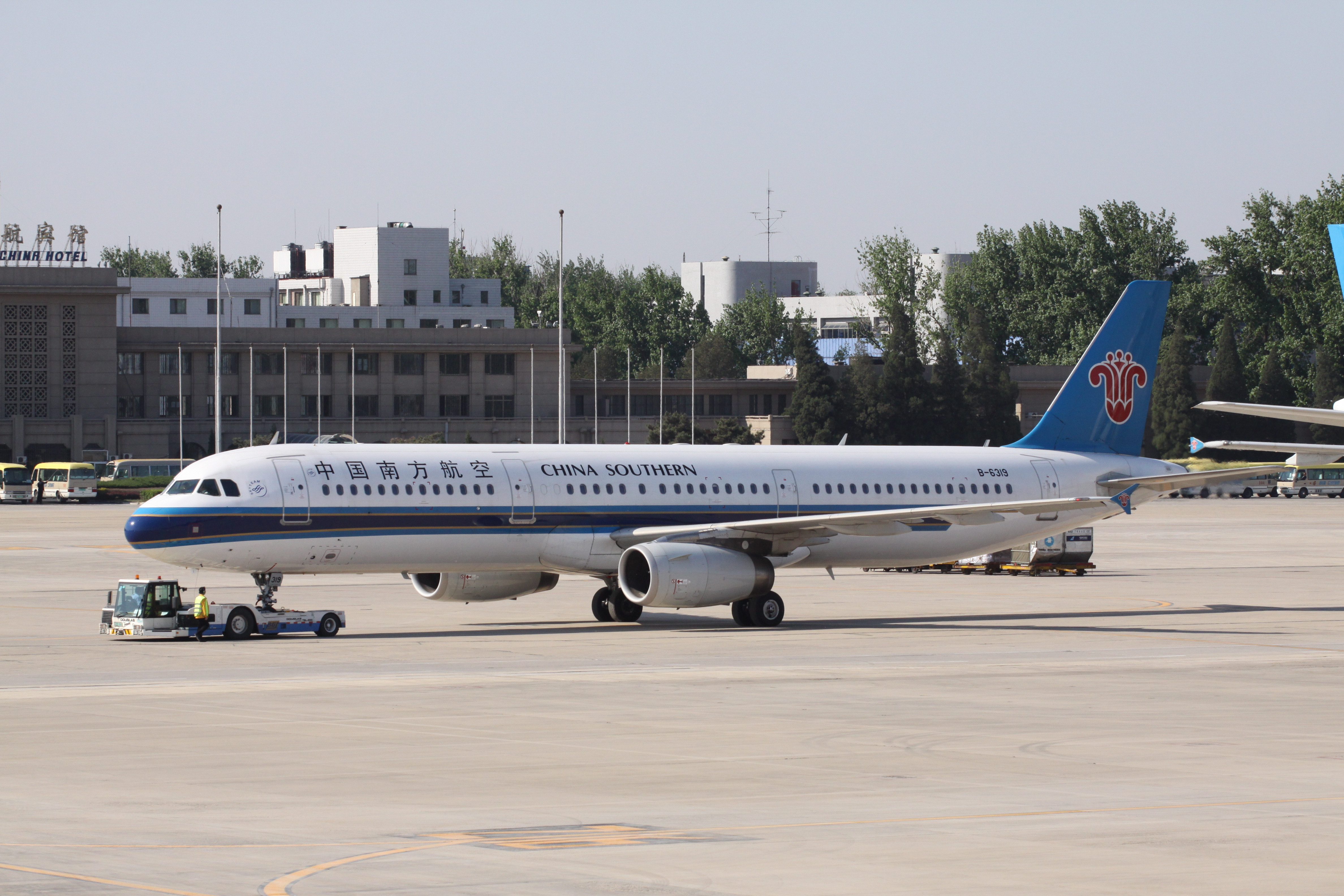
طائرة إيرباص إيه 320 تابعة لخطوط جنوب الصين

### الأسطول الحالي
اعتبارًا من ديسمبر 2022، تشغل خطوط جنوب الصين الجوية الطائرات التالية:

### الأسطول السابق
شغلت خطوط جنوب الصين الجوية الطائرات التالية سابقًا:

## وصلات خارجية
- الموقع العالمي لطيران جنوب الصين  نسخة محفوظة 11 أبريل 2008 على موقع واي باك مشين.
- الموقع الرسمي